# Comté de Shannon (Missouri)
Pour les articles homonymes, voir Comté de Shannon.
Le comté de Shanon (Shanon County) est un comté de l'État du Missouri aux États-Unis. Le siège du comté se situe à Eminence. Le comté date de 1841 et il fut nommé en hommage à un membre de l’expédition Lewis et Clark du nom de George F. "Peg-Leg" Shannon.  Au recensement de 2000, la population était constituée de 8.324 individus.

## Géographie
Selon le bureau du recensement des États-Unis, le comté totalise une surface 2,600 km2 dont 0 km2 d’eau. 

### Comtés voisins
- Comté de Dent  (nord)
- Comté de Reynolds  (est)
- Comté de Carter (Missouri)  (sud-est)
- Comté d'Oregon (Missouri)  (sud)
- Comté de Howell (Missouri)  (sud-ouest)
- Comté de Texas (Missouri)  (ouest)

### Route principale
- U.S. Route 60
- Missouri State Highway 19
- Missouri State Highway 99
- Missouri State Highway 106

## Démographie
Selon le recensement de 2000, sur les 8 324 habitants, on retrouvait 3 319 ménages et 2 356 familles dans le comté. La densité de population était de 3 habitants par km² et la densité d’habitations (3 862 au total)  était de 1 habitation par km². La population était composée de 95,05 % de blancs, de 0,17 % d’afro-américains, de 1,83 % d’amérindiens et de 0,05 % d’asiatiques.
32,50 % des ménages avaient des enfants de moins de 18 ans, 58,8 % étaient des couples mariés. 26,4 % de la population avait moins de 18 ans, 7,2 % entre 18 et 24 ans, 26,1 % entre 25 et 44 ans, 25,3 % entre 45 et 64 ans et 15 % au-dessus de 65 ans. L’âge moyen était de 39 ans. La proportion de femmes était de 100 pour 95,3 hommes.
Le revenu moyen d’un ménage était de 20 878 dollars.

## Villes et cités
| - Akers - Alley Spring - Birch Tree | - Eminence - Ink - Midridge | - Montier - Summersville - Teresita | - Winona |